# Референдум в Польше (2023)
Референдум в Польше 2023 года — общенациональный референдум, который прошёл в Польше 15 октября 2023 года (одновременно с парламентскими выборами). 
Избирателям предлагалось ответить на четыре вопроса, касающиеся продажи государственных активов иностранным субъектам, повышения пенсионного возраста, стены на границе Польши и Беларуси, а также приёма иммигрантов с Ближнего Востока и Африки.
17 августа 2023 года Сейм Республики Польши проголосовал по предложению Совета министров о проведении общенационального референдума по вопросам, имеющим особое значение для государства, после чего в тот же день Сейм принял постановление о назначении этого референдума, а 18 августа оно было опубликовано в издании «Журнале Законов».

## Вопросы

### Содержание
| № | Содержание вопроса |
| - | --- |
| 1 | Поддерживаете ли вы продажу государственных активов иностранным субъектам, которая приведёт к потере польскими гражданами контроля над стратегическими секторами экономики? |
| 2 | Поддерживаете ли вы повышение пенсионного возраста, в том числе возвращение увеличенного до 67 лет пенсионного возраста для женщин и мужчин?                                |
| 3 | Поддерживаете ли вы ликвидацию стены на границе между Республикой Польша и Республикой Беларусь?                                                                            |
| 4 | Поддерживаете ли вы приём тысяч нелегальных иммигрантов с Ближнего Востока и Африки в рамках механизма принудительного переселения, навязанного европейской бюрократией?    |

## Критика
Решение о проведении референдума и парламентских выборов в один день вызвало споры, в том числе и по поводу ситуации, когда избиратель желает принять участие только в одном из голосований. В августе 2023 года несколько десятков неправительственных организаций обратились к Государственной избирательной комиссии с просьбой сформулировать для окружных комиссий «инструкции относительно права избирателей отказаться от участия в референдуме». Организацию референдума, раскритиковал, в том числе, бывший министр иностранных дел в правительстве от партии «Право и справедливость» Яцек Чапутович.
Из 67 организаций, которые к 6 сентября зарегистрировались или подали заявление в Государственную избирательную комиссию как уполномоченные проводить кампанию по референдуму, почти пятая часть являются фондами компаний Государственного казначейства, что вызвало критические комментарии.

## Календарь мероприятий
Сроки проведения конкретных мероприятий определены в приложении к постановлению от 17 августа 2023 года.
Календарь, составленный на основе резолюции, представлен ниже:
- до 5 сентября 2023 года — уведомление Государственной избирательной комиссии уполномоченными лицами о намерении участвовать в агитации по референдуму в радио- и телепрограммах общественных телерадиокомпаний;
- до 27 сентября 2023 года — определение порядка распространения информации о референдуме;
- с 29 сентября по 13 октября 2023 года — бесплатное распространение уполномоченными лицами информации о референдуме в программах общественных радио- и телевещательных компаний;
- 13 октября 2023 г., 23:59 — окончание кампании по референдуму;
- 15 октября 2023 г., 7:00—21:00 — голосование.

## Результаты[12][13]
| Номер вопроса          | Действительные голоса | ДА      | %      | НЕТ        | %       | Недействительные голоса |
| ---------------------- | --------------------- | ------- | ------ | ---------- | ------- | ----------------------- |
| 1 (продажа активов)    | 11 252 200            | 394 704 | 3,51 % | 10 857 496 | 96,49 % | 830 388                 |
| 2 (пенсионный возраст) | 11 283 465            | 608 254 | 5,39 % | 10 657 211 | 94,61 % | 799 123                 |
| 3 (ликвидация стены)   | 11 253 680            | 445 270 | 3,96 % | 10 808 410 | 96,04 % | 828 908                 |
| 4 (приём иммигрантов)  | 11 239 666            | 360 803 | 3,21 % | 10 878 863 | 96,79 % | 842 922                 |

Из 29 532 595 избирателей в референдуме приняло участие 12 082 588 человек, то есть явка избирателей составила 40,91 %. Национальная избирательная комиссия заявила, что в референдуме приняло участие менее половины избирателей, которая составляет 14 766 298 человек, в связи с чем результаты референдума не являются обязательными в соответствии со ст. 66, п. 1 Закона Польши о референдуме.